# Saint Patrick, Saint Vincent và Grenadines
Saint Patrick là một giáo xứ hành chính thuộc Saint Vincent và Grenadines, trên đảo Saint Vincent. Giáo xứ gồm phần trung tâm mặt ngược gió của đảo. Thủ phủ giáo xứ là Barrouallie.
- Diện tích: 37 km² (14 mi²)
- Dân số: 5.800 (ước tính 2000)